# Назаренко Андрій Володимирович
Андрі́й Володи́мирович Наза́ренко (21 листопада 1985 — 20 червня 2015) — старший солдат Збройних сил України. Учасник російсько-української війни.

## Життєпис
До війни Андрій Назаренко був моряком та мріяв стати капітаном корабля. Жив на одній вулиці з загиблим кіборгом Андрієм Миронюком.
Наприкінці літа 2014 року стає одним із перших учасників Маріупольської Самооборони. Після вчиненого російськими терористами обстрілу мікрорайону «Східний» 24 січня 2015-го був серед волонтерів «Нового Маріуполя», котрі допомагали постраждалим.
У лютому 2015-го із Самооборони перейшов до лав ЗСУ, проходив службу в 129-му ОРБ, згодом перейшов до 131-го ОРБ. Старший солдат, розвідник-кулеметник 131-го окремого розвідувального батальйону.
20 червня 2015 року загинув у бойовому зіткненні з ДРГ поміж Чермаликом та Павлопільським водосховищем. Тоді ж загинув сержант Володимир Милосердов.
Без Андрія залишилися батьки та сестра.
З 2015 року тривають обговорення щодо перейменування вулиці Новоросійської, на якій жив Андрій Назаренко, на його честь. Станом на кінець 2017 року міська влада Маріуполя чинить перешкоди цьому перейменуванню.

## Нагороди та вшанування
- 16 січня 2016 року, — за мужність, самовідданість і високий професіоналізм, виявлені у захисті державного суверенітету та територіальної цілісності України, вірність військовій присязі, — нагороджений орденом «За мужність» III ступеня (посмертно);[5][3]
- почесний громадянин Маріуполя (посмертно);
- у школі, котру закінчив Андрій Назаренко, відкрито меморіальну дошку на його честь;[6]
- маріуполець Данило Подибайло присвятив Андрію Назаренку пісню «Чорні крила»[6].